# Kontinuum (album)
Pour les articles homonymes, voir Kontinuum.
Albums de Klaus Schulze
Moonlake
(2005) Farscape
(2008)
Kontinuum est le 36e album studio de Klaus Schulze,, pionnier allemand de la musique électronique, sorti en 2007.

## Description
Alors que des compositions relativement courtes ont dominé ses derniers albums sur cet album, il revient à ce qui a fait son succès avec un album ne contenant que trois titres, malgré la maladie.
Les pistes sont une suite de séquences, avec des boucles répétées pour la ligne mélodique ou de basse, rendant la musique très similaire à la musique minimale. Le livret d'accompagnement contient quelques photos de son studio rempli d'instruments de musique électroniques. L'album a été enregistré à Hambühren.

## Liste des titres
| No | Titre                     | Durée |
| -- | ------------------------- | ----- |
| 1. | Sequenzer (From 70 to 07) | 24:54 |
| 2. | Euro Caravan              | 19:41 |
| 3. | Thor (Thunder)            | 31:47 |